# Conferência de Wannsee

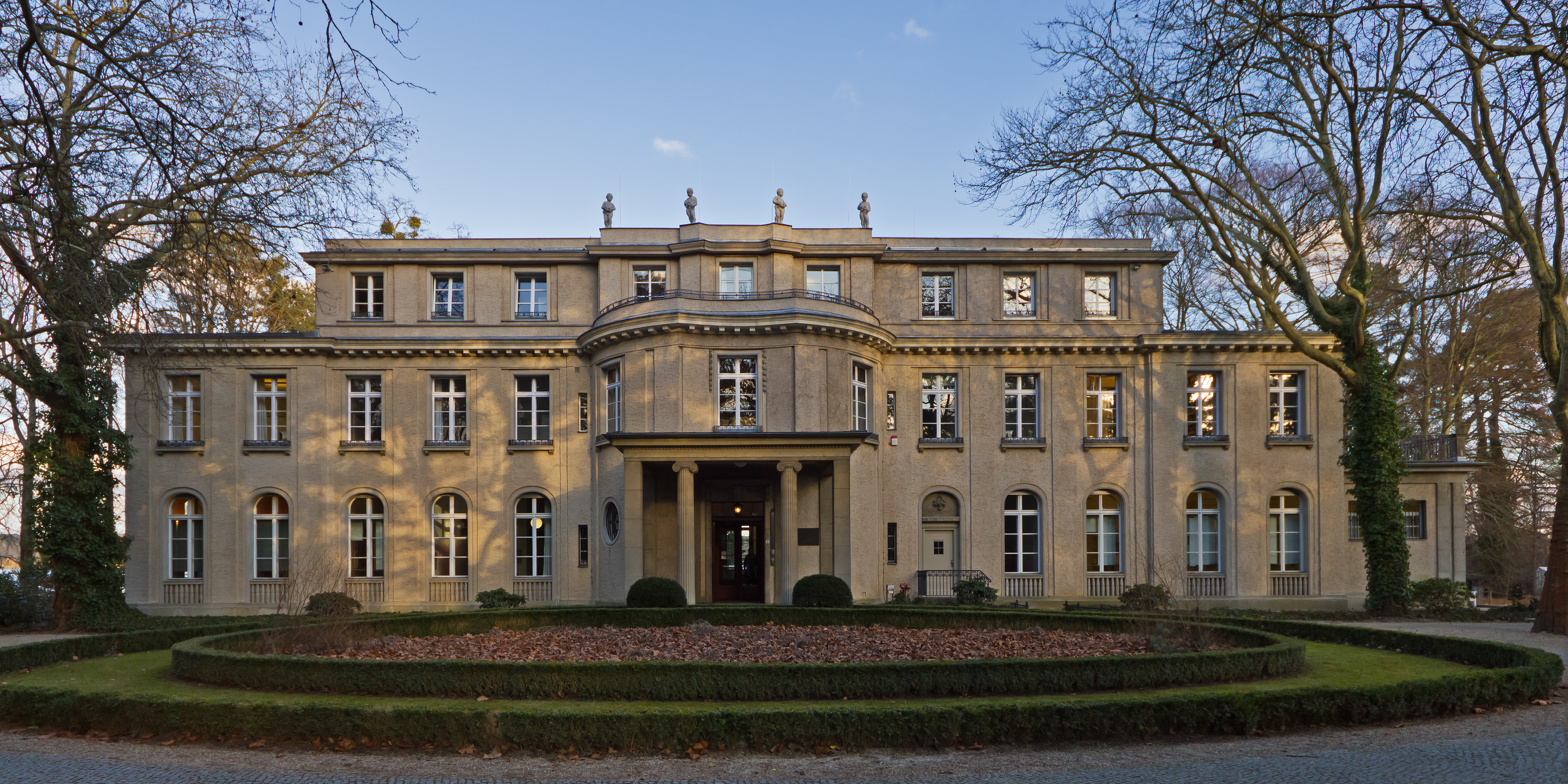
Villa Marlier, n.º 56–58 Am Großen Wannsee, onde a Conferência de Wannsee teve lugar; actualmente um memorial e um museu.

A Conferência de Wannsee (em alemão:  Wannseekonferenz) consistiu numa reunião de membros superiores do governo da Alemanha Nazi e líderes das SS, realizada no subúrbio de Wannsee, em Berlim, a 20 de Janeiro de 1942.
O objectivo da reunião, marcada pelo director do Gabinete Central de Segurança do Reich, SS-Obergruppenführer Reinhard Heydrich, era assegurar a cooperação dos líderes de vários departamentos do governo na implementação da solução final para a questão judaica, pela qual grande parte dos judeus das regiões europeias ocupadas pela Alemanha seriam deportados para a Polónia e eliminados. Os participantes da reunião incluíam representantes de vários ministérios do governo como secretários-de-estado do Ministérios das Relações Exteriores, Justiça, e Interior, tal como ministros e representantes das Schutzstaffel (SS). No decurso da reunião, Heydrich descreveu como os judeus europeus seriam reunidos desde o oeste ao leste, e enviados para campos de extermínio no  Governo Geral (a parte ocupada da Polónia), onde seriam executados.
Pouco depois da invasão da Polónia em Setembro de 1939, a perseguição aos judeus europeus atingiu níveis sem precedentes, mas a matança indiscriminada de homens, mulheres e crianças já tinha começado em Junho de 1941 depois da Operação Barbarossa contra os soviéticos. Em 31 de Julho de 1941, Hermann Göring deu uma autorização por escrito a Heydrich para que este preparasse e enviasse um plano para a "solução total da questão judaica" em territórios sob o controlo alemão, e que coordenasse a participação de todas as organizações envolvidas. Em Wannsee, Heydrich salientou que, quando as deportações em massa estivessem terminadas, as SS ficariam encarregues dos extermínios. Um segundo objectivo era definir quem era formalmente judeu e assim determinar o âmbito do genocídio.
Uma cópia do Protocolo com as suas minutas sobreviveu à guerra. Foi encontrada pelos Aliados em Março de 1947 entre documentos que tinham sido confiscados ao Ministério das Relações Exteriores alemão. O documento foi utilizado como evidências nos Processos de Guerra de Nuremberga. O Palacete Wannsee, local da conferência, é, actualmente, um memorial do Holocausto.

## Antecedentes
A discriminação legalizada contra os judeus na Alemanha começou logo após a tomada do poder pelos nazis em Janeiro de 1933. A violência e a tensão económica foram temas usados pelos nazis para encorajar os judeus a, voluntariamente, deixarem o país. A ideologia nazi juntou elementos como o anti-semitismo, a higiene racial e a eugenia, e combinou-os com o pan-Germanismo e o expansionismo territorial com o objectivo de obter mais Lebensraum (espaço vital) para o povo germânico. A Alemanha Nazi tentou obter este novo território atacando a Polónia e a União Soviética, com a intenção de deportar ou exterminar os judeus e os eslavos ali residentes, que eram vistos como sendo inferiores à superior raça ariana.
A discriminação contra os judeus, há muito em prática, mas de forma ilegal, em grande parte da Europa naquele período, foi legislada na Alemanha na sequência da tomada do poder pelos nazis em 30 de Janeiro de 1933. A Lei para a Restauração do Serviço Público Profissional, que passou à prática em 7 de Abril do mesmo ano, excluiu muitos judeus de exercer profissões legais e de serviço público. Legislação similar rapidamente retirou o direito aos judeus de exercer outras profissões. Pressão económica e violência foram outros métodos utilizados pelo regime nazi para forçar os judeus a partirem do país. Os negócios geridos pelos judeus viam o seu acesso ao mercado negado, eram proibidos de os promover em jornais, e de fechar contratos com o governo. Os cidadãos eram ameaçados e sujeitos a ataques violentos e a boicotes aos seus negócios.

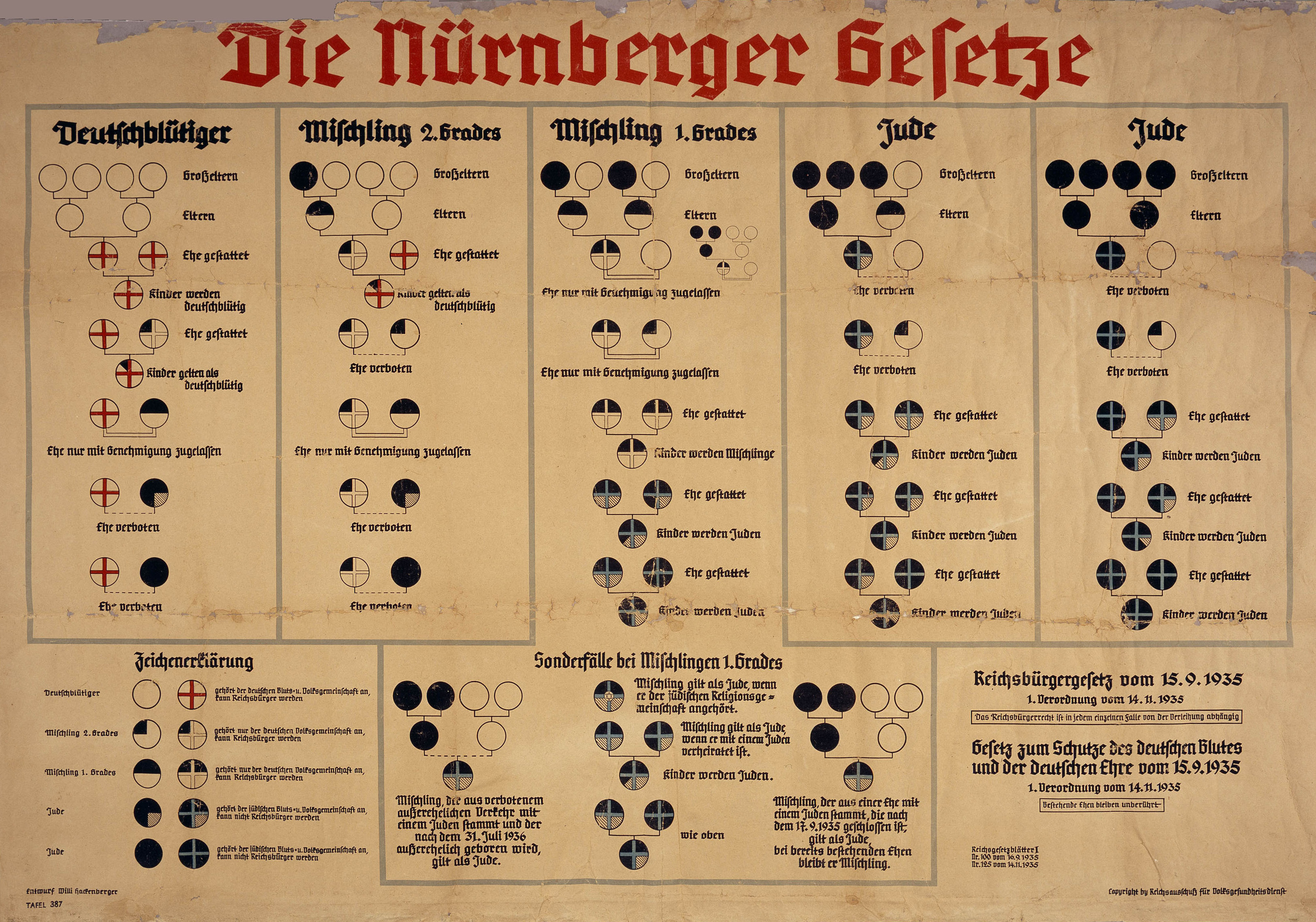
Esquema de classificação racial sob as Leis de Nuremberga (1935): alemães, Mischling e judeus.

Em Setembro de 1935, as Leis de Nuremberga foram decretadas, proibindo casamentos entre judeus e cidadãos de origem germânica, relações extra-maritais entre judeus e alemães, e a contratação de mulheres alemãs com menos de 45 anos de idade como empregadas domésticas em casas de judeus. A Lei da Cidadania do Reich estabelecia que os verdadeiros cidadãos eram aqueles com sangue alemão, ou com ele relacionado; assim, os judeus e outros grupos minoritários ficaram sem a sua cidadania alemã. Um decreto adicional emitido em Novembro definia como judeu todo aquele com três avós judeus, ou dois avós judeus se a religião judaica fosse seguida. No início da Segunda Guerra Mundial em 1939, cerca de 250 000 dos 437 000 judeus a viver na Alemanha emigraram para os Estados Unidos, Palestina, Grã-Bretanha e outros países.
Depois da invasão da Polónia em Setembro de 1939, Hitler deu ordem para que os líderes e a intelligentsia polacos fossem destruídos. O Sonderfahndungsbuch Polen (Livro de Acusação Especial Polónia) — listas de pessoas a serem executadas — já tinha sido previamente elaborado pelas SS em Maio de 1939. Os Einsatzgruppen (forças especiais de intervenção) levavam a cabo aquelas execuções com o apoio do Volksdeutscher Selbstschutz (Grupo Germânico de Auto-protecção), um grupo para-militar que consistia em alemães étnicos a viver na Polónia. Membros das SS, da Wehrmacht (Forças Armadas Alemãs), e a Ordnungspolizei (Polícia de Ordem; Orpo) também mataram civis durante a campanha polaca. Aproximadamente 65 000 civis foram mortos até ao final de 1939. Para além dos líderes da sociedade polaca, mataram judeus, prostitutas, ciganos e pessoas com deficiências mentais.
Em 31 de Julho de 1941, Hermann Göring deu uma autorização por escrito ao SS-Obergruppenführer (Chefe de Grupo Sénior) Reinhard Heydrich, Chefe do Gabinete Central de Segurança do Reich (RSHA), para que este preparasse e enviasse um plano para uma "solução total da questão judaica" nos territórios sob controlo alemão, e que coordenasse a participação de todas as organizações governamentais envolvidas. O resultante Generalplan Ost (Plano Geral para o Leste) estabelecia a deportação da população da Europa Oriental ocupada, assim como da União Soviética até à Sibéria, para serem utilizados como trabalhadores escravos ou para serem mortos. As minutas da Conferência de Wannsee estimavam que a população judaica da União Soviética fosse de cinco milhões, e mais três milhões da Ucrânia.
Para além da eliminação dos judeus, os nazis também planearam reduzir a população dos territórios ocupados em trinta milhões de pessoas através da falta de alimentos numa operação chamada de Plano de Fome (Hungerplan ou Backe-Plan). O abastecimento de comida seria redireccionado para o exército alemão e para os civis alemães. As cidades seriam destruídas e os terrenos seriam reflorestados ou colonizados por cidadãos alemães. O objectivo do Plano de Fome era infligir a morte pela fome às populações de cidadãos eslavos sob ocupação alemã, entregando todos os alimentos à população da Alemanha e à Wehrmacht na Frente Oriental. De acordo com o historiador Timothy Snyder, "4,2 milhões de cidadãos soviéticos (na sua maioria russos, bielorrussos e ucranianos) morreram de fome" por causa dos nazis (e da Wehrmacht) em 1941–1944, resultado do plano de Backe.
As colheitas foram fracas na Alemanha nos anos de 1940 e 1941, e a comida armazenada era insuficiente, pois o número de trabalhadores forçados que tinham sido levados para o país para trabalhar na indústria do armamento foi em grande número. Se estes trabalhadores — tal como o povo alemão — fossem devidamente alimentados, devia haver uma grande redução de "bocas inúteis", dos quais milhões de judeus sob governo alemão eram, à luz da ideologia nazi, o mais óbvio exemplo.
Quando a Conferência de Wannsee foi realizada, a matança de judeus na União Soviética já estava em curso há alguns meses. Desde o início da Operação Barbarossa — a invasão da União Soviética — os Einsatzgruppen ficaram com a missão de seguir o exército para as áreas conquistadas e matar os judeus. Numa carta de 2 de Julho de 1941, Heydrich transmitiu aos seus chefes das SS e da Polícia que os Einsatzgruppen deviam executar os oficiais do Comintern, membros superiores do Partido Comunista, elementos radicais do Partido Comunista, comissários do povo, e judeus do partido ou de cargos governamentais. Outras instruções, sem limite, foram dadas para executar "elementos radicais (sabotadores, propagandistas, atiradores furtivos, assassinos, agitadores, etc.)." Heydrich deu ordens para que qualquer pogroms iniciados de forma espontânea pelos ocupantes dos territórios conquistados, deviam ser encorajados de forma discreta. A 8 de Julho, anunciou que todos os judeus deviam ser considerados partisans, e ordenou que todos os judeus masculinos com idade compreendida entre os 15 e os 45 deviam ser executados. Em Agosto, a malha foi alargada para incluir mulheres, crianças, e idosos — toda a população judaica. Na altura em que o planeamento estava a decorrer para a Conferência de Wannsee, centenas de milhares de judeus polacos, sérvios e russos já tinham mortos. O plano inicial era implementar o Generalplan Ost depois da conquista da União Soviética. Os judeus europeus deveriam ser deportados para zonas ocupadas da Rússia, onde trabalhariam até à morte em projectos de construção de vias terrestres.

## Planeamento da conferência

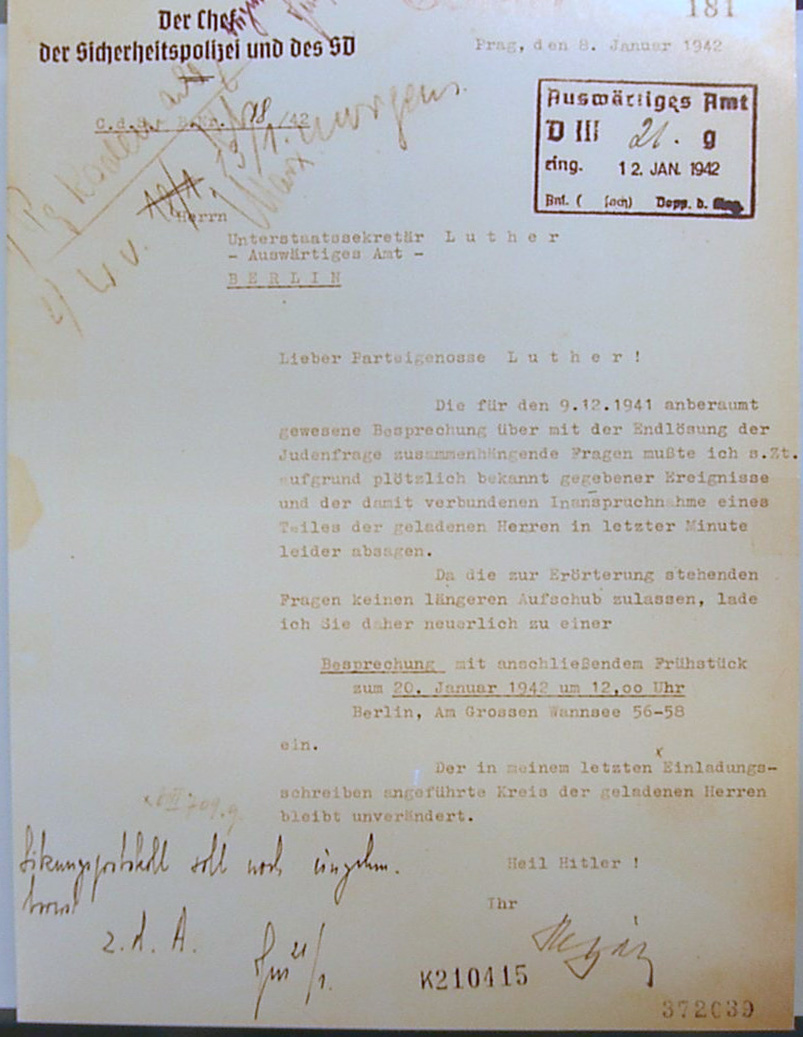
Carta de Heydrich para Martin Luther, sub-secretário do Ministério de Relações Exteriores, a convidá-lo para a Conferência de Wannsee (Casa Memorial da Conferência de Wannsee, Berlim)

Em 29 de Novembro de 1941, Heydrich enviou as convocações para uma conferência ministerial a ter lugar a 9 de Dezembro de nos escritórios da Interpol no n.º16 Am Kleinen Wannsee. A 4 de Dezembro, alterou o local da reunião para o actual. Incluiu uma cópia da carta de Göring datada de 31 de Julho que o autorizava a planear uma Solução Final para a Questão Judaica. Os ministérios presentes eram o do Interior, o da Justiça, o do Plano de Quatro Anos, o da Propaganda, e o Ministério do Reich para os Territórios Orientais Ocupados.
Entre a data em que os convites para a conferência foram enviados (29 de Novembro) e a data do cancelamento da primeira reunião (9 de Dezembro), a situação mudou. A 5 de Dezembro, o exército soviético deu início a uma contra-ofensiva junto de Moscovo, terminando, assim com a perspectiva de uma rápida conquista da União Soviética. A 7 de Dezembro, os japoneses atacaram os Estados Unidos em Pearl Harbor, levando os EUA a declarar guerra ao Japão no dia seguinte. O governo do Reich declarou guerra aos EUA a 11 de Dezembro. Alguns dos participantes da reunião estavam envolvidos nestes preparativos, o que levou Heydrich a adiar a conferência. Por esta altura, Hitler decidiu que todos os judeus da Europa deviam ser eliminados imediatamente, e não depois da guerra, a qual não tinha um fim à vista. Na reunião da Chancelaria do Reich de 12 de Dezembro de 1941, Hitler encontrou-se com membros da cúpula do partido e transmitiu-lhes as suas intenções. No dia 18 de Dezembro, Hitler discutiu o destino dos judeus com Himmler na "Toca do Lobo". No seguimento da reunião, Himmler escreveu uma nota no seu calendário de trabalho, que apenas dizia "Questão judaica/para serem destruídos como partisans".
A guerra continuava a decorrer, e como o transporte em massa de pessoas para zonas de combate era impossível, Heydrich decidiu que os judeus que viviam no Governo Geral (área ocupada pelos alemães na Polónia) seriam mortos em campos de extermínio instalados nas zonas ocupadas da Polónia, assim como os outros judeus do resto da Europa.
A 8 de Janeiro de 1942, Heydrich enviou convites para uma reunião no dia 20 de Janeiro. O local para a nova conferência era a Villa Marlier, no n.º56–58 Am Großen Wannsee, com vista para o Großer Wannsee. A villa tinha sido adquirida a Friedrich Minoux em 1940 pela Sicherheitsdienst (Força de Segurança; SD) para ser utilizada como centro de conferências e casa de hóspedes.

## Participantes
Heydrich convidou os representantes de vários ministérios governamentais, incluindo secretários-de-Estado do Ministério das Relações Exteriores, da Justiça, do Interior, e ministros de Estado, e representantes das SS. O processo de disseminação da informação acerca do destino dos judeus já estava em curso quando a reunião se realizou. Dos 15 participantes, 8 tinham doutoramentos.
| Nome                                                       | Fotografia | Título | Organização                                                    | Superior |
| ---------------------------------------------------------- | ---------- | --- | -------------------------------------------------------------- | --- |
| SS-Obergruppenführer (tenente-general) Reinhard Heydrich   |            | Chefe da RSHA Delegado Protector do Reich da Boémia e Morávia Presidente | Schutzstaffel (SS)                                             | Reichsführer-SS (Líder do Reich SS) Heinrich Himmler                                                                    |
| SS-Gruppenführer (major-general) Otto Hofmann              |            | Chefe do Gabinete Principal da Raça e Colonização SS (RuSHA) | Schutzstaffel (SS)                                             | Reichsführer-SS Heinrich Himmler                                                                                        |
| SS-Gruppenführer (major-general) Heinrich Müller           |            | Chefe do Amt IV (Gestapo) | Gabinete Principal de Segurança do Reich (RSHA), Schutzstaffel | Chefe do RSHA SS-Obergruppenführer Reinhard Heydrich                                                                    |
| SS-Oberführer (coronel) Dr. Karl Eberhard Schöngarth       |            | Comandante da SiPo e da SD no Governo Geral | SiPo e SD, RSHA, Schutzstaffel                                 | Chefe do RSHA SS-Obergruppenführer Reinhard Heydrich                                                                    |
| SS-Oberführer (coronel) Dr. Gerhard Klopfer                |            | Secretário permanente | Chancelaria do Partido Nazi                                    | Chefe da Chancelaria do Partido Martin Bormann                                                                          |
| SS-Obersturmbannführer (tenente-coronel) Adolf Eichmann    |            | Head of Referat IV B4 of the Gestapo Recording secretary | Gestapo, RSHA, Schutzstaffel                                   | Chefe do Amt IV SS-Gruppenführer Heinrich Müller                                                                        |
| SS-Sturmbannführer (major) Dr. Rudolf Lange                |            | Comandante da Sicherheitspolizei (Polícia de Segurança; SiPo) e da SD para o Distrito-Geral Letónia Delegado do Comandante da SiPo e da SD para o Reichskommissariat Ostland Chefe do Einsatzkommando 2 | SiPo e SD, RSHA, Schutzstaffel                                 | SS-Brigadeführer (brigadeiro-general) e Generalmajor der Polizei (major-general da Polícia) Dr. Franz Walter Stahlecker |
| Dr. Georg Leibbrandt                                       |            | Reichsamtleiter (Gabinete Principal do Reich) | Minstro do Reich para os Territórios Orientais Ocupados        | Ministro do Reich para os Territórios Orientais Ocupados Dr. Alfred Rosenberg                                           |
| Dr. Alfred Meyer                                           |            | Gauleiter (Líder Regional do Partido) Secretário-de-Estado e Ministro-delegado do Reich | Ministro do Reich para os Territórios Orientais Ocupados       | Ministro do Reich para os Territórios Orientais Ocupados Dr. Alfred Rosenberg                                           |
| Dr. Josef Bühler                                           |            | Secretário-de-Estado | Governo Geral (Autoridade para a Ocupação da Polónia)          | Governador-geral Dr. Hans Frank                                                                                         |
| Dr. Roland Freisler                                        |            | Secretário-de-Estado | Ministério da Justiça do Reich                                 | Ministro da Justiça do Reich Dr. Franz Schlegelberger                                                                   |
| SS-Brigadeführer (brigadeiro-general) Dr. Wilhelm Stuckart |            | Secretário-de-Estado | Ministério do Interior do Reich                                | Ministro do Interior do Reich Dr. Wilhelm Frick                                                                         |
| SS-Oberführer (coronel) Erich Neumann                      |            | Secretário-de-Estado | Gabinete do Plenipotenciário para o Plano dos Quatro Anos      | Plenipotenciário para o Plano dos Quatro Anos Hermann Göring                                                            |
| Friedrich Wilhelm Kritzinger                               |            | Secretário Permanente | Chancelaria do Reich                                           | Ministro do Reich Minister e Chefe da Chancelaria do Reich SS-Obergruppenführer Dr. Hans Lammers                        |
| Martin Luther                                              |            | Sub-Secretário | Ministério das Relações Exteriores do Reich                    | Ernst von Weizsäcker, Secretário-de-Estado do Ministro das Relações Exteriores Joachim von Ribbentrop                   |

## Procedimentos

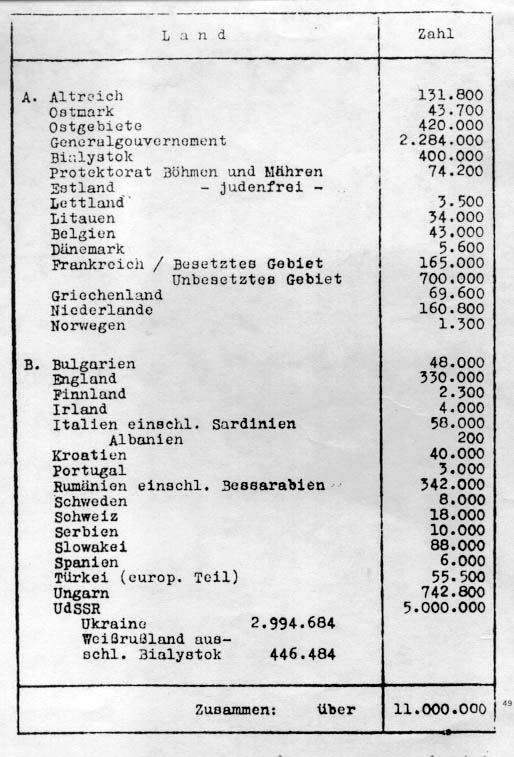
Lista de Eichmann

Para a reunião, Eichmann preparou uma lista com o número de judeus existentes em vários países europeus. Os países foram listados em dois grupos, "A" e "B". O grupo "A" continha aqueles sob o controlo ou ocupação directa do Reich (ou parcialmente ocupado e "pacificado", como a França de Vichy); em relação ao grupo "B", eram os países aliados ou Estados-clientes, neutros, ou em guerra com a Alemanha. Os números da lista já reflectiam as acções realizadas pelos forças nazis; por exemplo, a Estónia está listada como Judenfrei (livre de judeus), pois os 4 500 judeus que permaneceram naquele país após a ocupação alemã, foram exterminados até ao final de 1941. A Polónia ocupada não se encontrava na lista, pois em 1939 o país foi dividido  pelos alemães a oeste, pela União Soviética a leste, e pelo Governo Geral, onde muitos polacos e judeus expulsos já tinham sido colocados.
Heydrich abriu a conferência com um relatório de medidas antijudeus, em vigor na Alemanha, desde a tomada de poder em 1933. Explicou que, entre 1933 e Outubro de 1941, 537 000 judeus alemães, austríacos e checo tinham emigrado. Esta informação foi retirada de um relatório preparado para ele na semana anterior por Eichmann.
Heydrich informou que existiam cerca de onze milhões de judeus em toda a Europa, metade dos quais em países que não estavam sob o domínio alemão. Explicou que desde o momento em que a emigração judaica tinha sido proibida por Himmler, uma nova solução foi encontrada: "evacuar" os judeus para o leste. Seria uma solução temporária, um passo em direcção à solução final da questão judaica.
 Sob adequada orientação, no processo da solução final, os judeus devem ser afectados a trabalhos apropriados no Leste. Os judeus fisicamente capazes, separados de acordo com o seu sexo, deverão ser levados em largas colunas de trabalho para estas zonas para trabalhar na construção de estradas, no decurso do qual, sem dúvida, um grande número deles será eliminado devido a causas naturais. Os que sobrarem, pois alguns deles serão resistentes, devem ser tratados apropriadamente, pois trata-se do resultado da selecção natural, e, se fossem libertados, de certeza que dariam origem a novos judeus. 
O historiador alemão Peter Longerich escreve que as ordens vagas escondidas em certa terminologia, mas que tinha um significado específico para os membros do regime, eram comuns, em particular quando os responsáveis recebiam ordens para levarem a cabo actividades criminais. Os líderes recebiam instruções acerca da necessidade de serem "severos" e "firmes"; todos os judeus deviam ser vistos como potenciais inimigos que tinham de ser tratados sem misericórdia. O palavreado usado no Protocolo de Wannsee — as minutas distribuídas da reunião — torna claro aos participantes que a evacuação para leste era um eufemismo para morte.

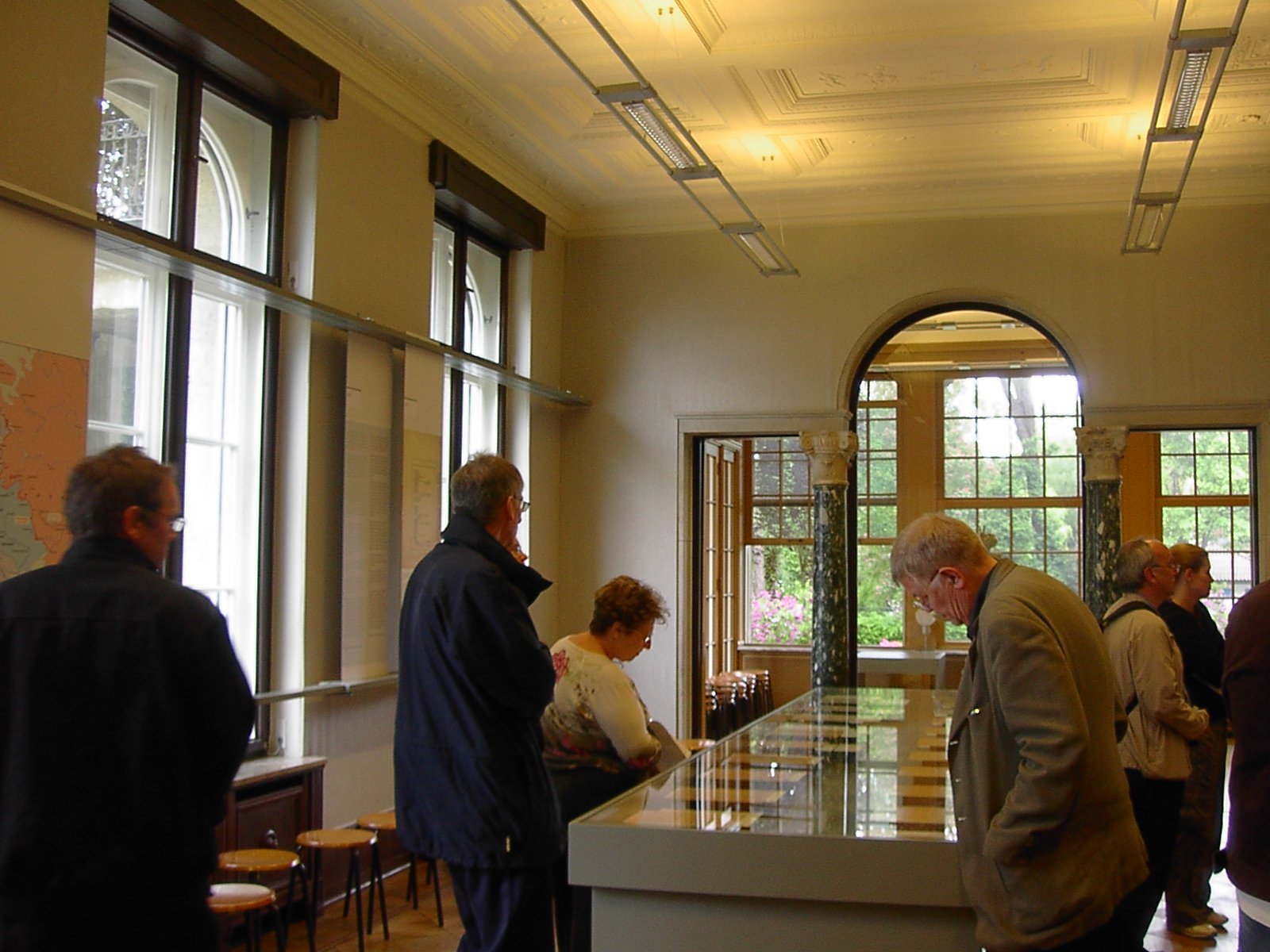
Sala da reunião da Conferência Wannsee, 2006

Heydrich continuou o seu discurso dizendo que no curso da "execução na prática da solução final", a Europa seria "passada a pente fino de oeste a leste" mas que a Alemanha, Áustria e o Protectorado da Boémia e Morávia teriam prioridade "devido ao problema doméstico e das necessidades sociais e políticas". Esta era uma referência à pressão crescente dos Gauleiters (líderes regionais do Partido Nazi) na Alemanha para que os judeus fossem retirados das suas áreas e ali serem realojados os alemães que ficaram sem casa devido aos bombardeamentos dos Aliados, tal como para arranjar espaço para os trabalhadores que eram importados dos países ocupados. Os judeus "evacuados", disse Heydrich, seriam, primeiramente, enviados para "guetos de transição" no Governo Geral, a partir dos quais seriam transportados para leste. Heydrich explicou que, para evitar as dificuldades legais e políticas, era importante quem era considerado judeu para ser "evacuado". Descreveu as categorias de pessoas que não seriam mortas. Judeus com mais de 65 anos de idade, e judeus veteranos da Primeira Guerra Mundial que tivessem sido feridos com gravidade ou que tivessem recebido a Cruz de Ferro, podiam ser enviados para o campo de concentração de Theresienstadt em vez de serem mortos. "Com esta solução," afirmou, "de uma só vez, muitas intervenções serão evitadas."
Em relação àquelas pessoas que fossem metade ou um quarto judeus, e judeus que fossem casados com não-judeus, o caso era mais complexo. Segundo as Leis de Nuremberga de 1935, o seu estatuto foi deixado, propositadamente, subjectivo. Heydrich anunciou que os Mischlings (um termo nazi pejorativo para pessoas com mistura de raças) do primeiro grau (pessoas com dois avós judeus) seriam tratados como judeus. Esta classificação não se aplicaria se fossem casados com um não-judeu e tivessem filhos desse casamento. Também não se aplicaria se tivessem uma garantia por escrito com isenção passada "pelos mais altos gabinetes do Partido e do Estado." Estas pessoas seriam esterilizadas, ou deportadas caso se recusassem a sê-lo. Os "Mischlings de segundo grau" (pessoas com um avô/avó judeu) seriam tratadas como alemães a não ser que fossem casadas com judeus ou Mischlings de primeiro grau, ou tivessem "uma aparência racial especialmente indesejável que o marcasse externamente como judeu", ou ainda que tivessem um "registo político que mostrasse que se comportavam ou se sentiam como judeus". As pessoas que fossem classificadas nesta última categoria, seriam executadas mesmo que fossem casadas com não-judeus. No caso de casamentos mistos, Heydrich recomendou que cada caso fosse analisado individualmente e o impacto em quaisquer parentes alemães avaliado. Se tal casamento tivesse produzido crianças que estivessem a seguir uma educação alemã, o parceiro judeu não seria morto. Se estivessem a ser educados como judeus, poderiam ser executados ou enviados para um gueto degradado. Estas excepções aplicavam-se apenas aos judeus alemães e austríacos, e nem sempre eram cumpridas, mesmo para estas pessoas. Em muitos dos países ocupados, os judeus eram reunidos e executados em massa, e todo aquele que vivesse numa comunidade judaica, em qualquer sítio, ou como tal fosse identificado, era visto como judeu.

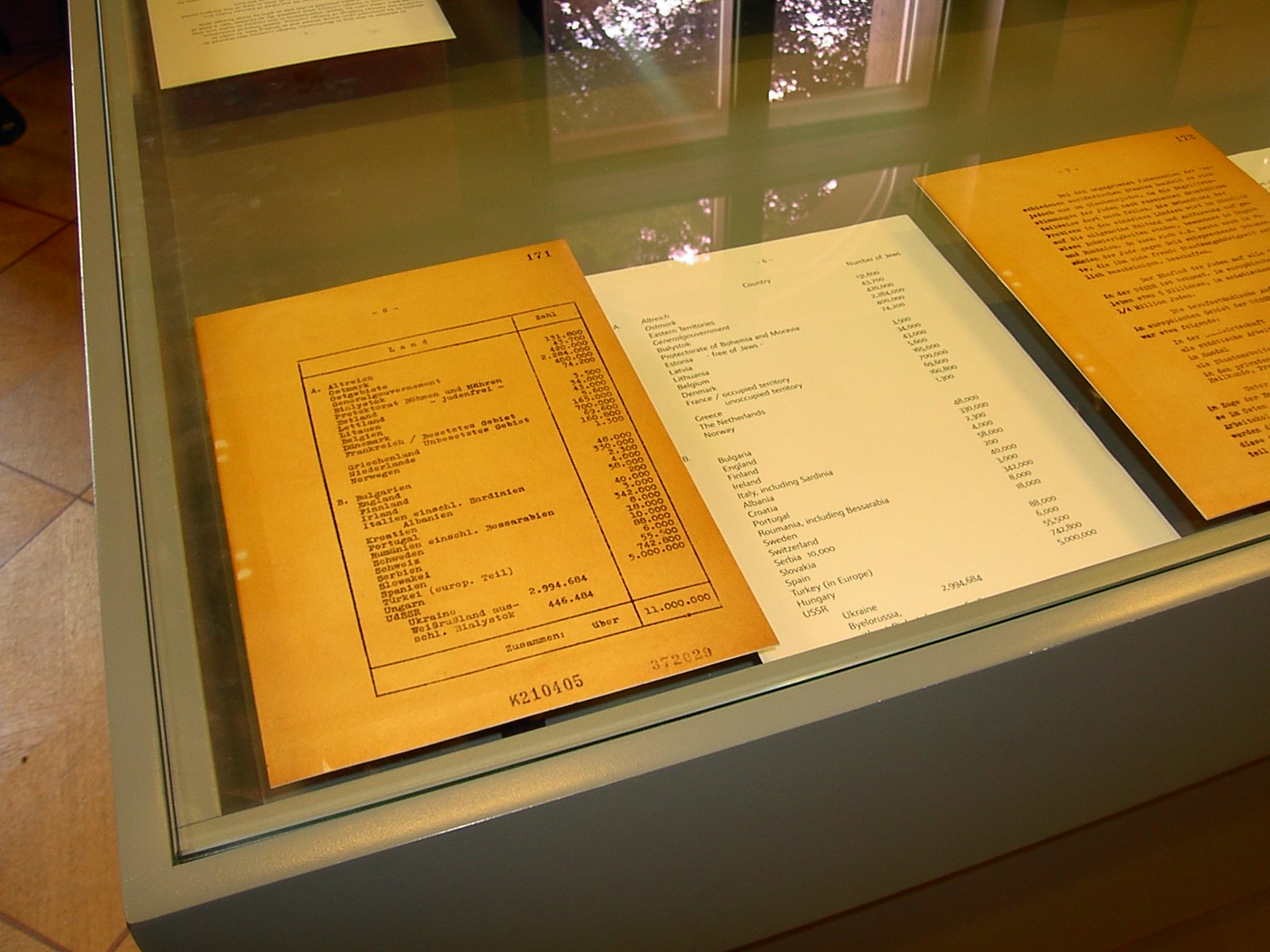
Facsimiles das minutas da Conferência de Wannsee e a lista de Eichmann.

Heydrich comentou: "Na França ocupada e não ocupada, o registo de judeus para evacuação irá, com toda a certeza, proceder-se sem grande dificuldade", mas, no final, a grande maioria dos judeus nascidos em França sobreviveu. Maior dificuldade foi sentida nos aliados da Alemanha, Roménia e Hungria. "Na Roménia, o governo nomeou um comissário para os assuntos judaicos", disse Heydrich. De facto, a deportação de judeus romenos foi um processo lento e ineficiente apesar de um alto grau de anti-semitismo. "Por forma a resolver a questão na Hungria," afirmou Heydrich, "será necessário colocar um conselheiro para as questões judaicas no governo húngaro". O regime húngaro de Miklós Horthy continuou a resistir à interferência alemã na sua política dos judeus até à Primavera de 1944, quando a Wehrmacht invadiu o país. Rapidamente 600 000 judeus da Hungria (e partes da Checoslováquia, Roménia e Jugoslávia ocupadas pela Hungria) foram enviados para a morte por Eichmann, com a colaboração das autoridades húngaras.
Heydrich falou durante quase uma hora. Seguiu-se uma meia hora para questões e comentários, e alguma conversa menos formal. Otto Hofmann (chefe do Gabinete Principal da a Raça e Colonização SS (RuSHA)) e Wilhelm Stuckart (Secretário-de-Estado do Ministério do Interior do Reich) chamaram a atenção para as dificuldades administrativas e legais em relação aos casamentos mistos, e sugeriram a total dissolução dos casamentos mistos ou uma utilização mais alargada da esterilização como alternativas mais simples. Erich Neumann do Plano de Quatro Anos pediu a isenção dos judeus que trabalhavam em indústrias vitais para o esforço de guerra e para os quais não havia substitutos disponíveis. Heydrich assegurou lhe que esta já era a política actual; esses judeus não podiam ser eliminados. Josef Bühler, Secretário-de-Estado do Governo Geral, apresentou a sua concordância em relação ao plano, e que a matança de judeus começasse o mais depressa possível. No final da reunião, foi servido cognac, e depois disso a conversa tornou-se mais descontraída. "Os cavalheiros estavam em pé ou sentados, em grupos", observou Eichmann, "e discutiam os assuntos abertamente, muito diferente da linguagem que tive de utilizar mais tarde nos registos. Durante a conversa não se escusaram a utilizar quaisquer palavras, fossem elas quais fossem ... falaram de métodos de execução, de liquidação, de extermínio". Eichmann referiu que Heydrich estava satisfeito com o curso da reunião. Esperava muita resistência, lembrou Eichmann, mas, pelo contrário, deparou-se com "uma atmosfera não só de concordância geral da parte dos participantes, mas, mais importante ainda, podia-se sentir um acordo que assumiu uma forma que não era esperada".

## Protocolo de Wannsee

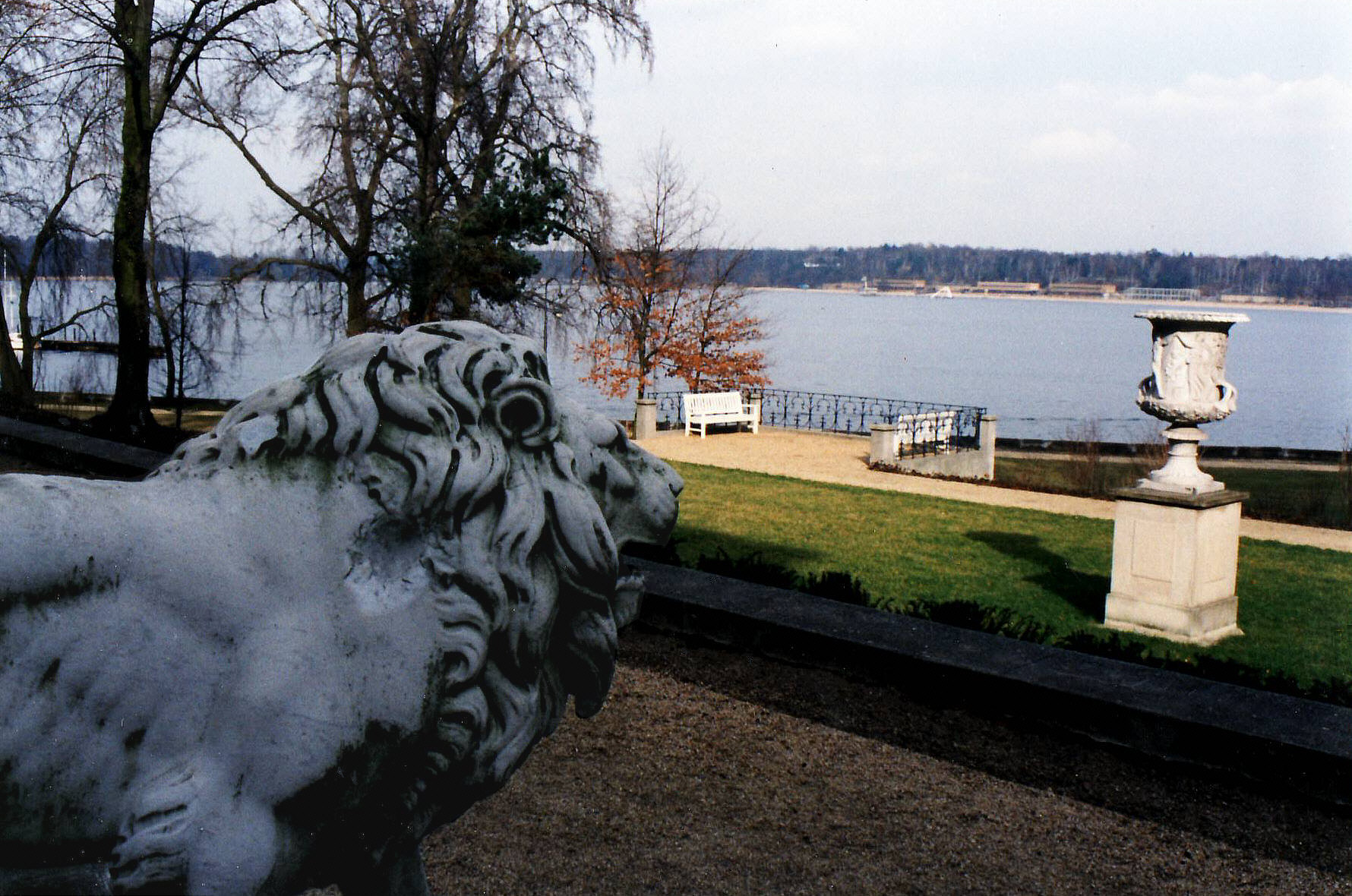
Vista do lago Großer Wannsee a partir da villa 56–58 Am Grossen Wannsee, local da conferência

No final da reunião, Heydrich entregou a Eichmann instruções firmes acerca do que deveria constar nas minutas. Eichmann assegurou que nada muito explícito constava da redacção do documento. No seu julgamento disse: "Como é que hei-de vos explicar — algumas expressões mais exageradas e certas terminologias tiveram de ser alteradas por mim para linguagem administrativa". Eichmann compilou os seus registos num documento com os principais assuntos da reunião e da intenção de o regime avançar. Afirmou, no seu julgamento, que as minutas foram pessoalmente editadas por Heydrich, e que assim o documento reflecte a mensagem que se pretendida que os participantes levassem a cabo da reunião. As cópias das minutas (Protocolo de Wannsee) foram enviadas por Eichmann a todos os participantes após a reunião. Muitas destas cópias foram destruídas no final da guerra pois os participantes da reunião tinham receio de que servissem de provas dos seus crimes. Em 1947 é encontrada a cópia de Luther (a número 16 de 30 cópias que foram feitas) por Robert Kempner, um advogado norte-americano presente nos Julgamento de Nuremberga, no meio de documentos que tinham sido retirados do Ministério das Relações Exteriores da Alemanha.

## Interpretação

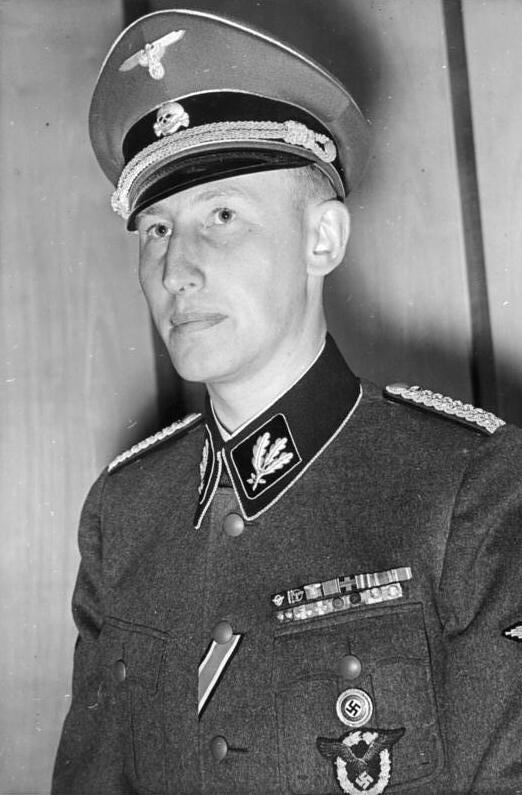
Reinhard Heydrich

A Conferência de Wannsee durou um meros 90 minutos. A enorme importância e significado que lhe foi imputada por escritores do pós-guerra, não foi evidente a muitos dos seus participantes naquela altura. Heydrich não tinha marcado a reunião para definir novas decisões sobre a Questão Judaica que já não estivessem em curso. As execuções em massa de judeus nos territórios conquistados da União Soviética e Polónia estavam a decorrer, e estava em construção um novo campo de extermínio em Bełżec na altura da conferência; outros campos estavam a ser planeados. A decisão de eliminar os judeus já tinha sido tomada, e Heydrich, no papel de emissário de Himmler, realizou a reunião para garantir a cooperação dos vários departamentos que realizavam as deportações. De acordo com Longerich, um dos objectivos principais da reunião era salientar que, quando as deportações já tivessem sido efectuadas, a implementação da Solução Final passava a ser um assunto interno das SS, totalmente fora da responsabilidade de outras organizações. Um segundo objectivo era determinar o âmbito das deportações e chegar a uma definição sobre quem era judeu, quem era Mischling, e quem (se é que alguém) pudesse ser poupado. "Os representantes das burocracia ministerial transmitiram, de forma muito clara, que não tinham quaisquer problemas sobre o princípio da deportação per se. "Este foi o resultado crucial da reunião e a principal razão porque Heydrich tinha minutas detalhadas e em circulação", disse Longerich. A sua [dos participantes] presença na reunião garantiu que todos os presentes em cúmplices das execuções que iriam ter lugar.
O biógrafo de Eichmann, David Cesarani, concorda com a interpretação de Longerich; Cesariny observa que o principal objectivo de Heydrich era impor a sua autoridade sobre vários ministérios e agências envolvidas nos assuntos judaicos, e evitar qualquer repetição das disputas que surgiram anteriormente na campanha de eliminações. "A forma mais simples, mais decisiva, que Heydrich podia assegurar o discreta fluxo de deportações", escreve o autor, "era garantir o seu total controlo sobre o destino dos judeus no Reich e a leste, intimidando outras entidades interessadas e levando-as a seguir a linha do RSHA".

## Memorial do Holocausto Casa de Wannsee
Em 1965, o historiador Joseph Wulf propôs que a Casa Wannsee fosse transformada em memorial do Holocausto e centro de documentação, mas o governo da Alemanha Ocidental não se mostrou interessado. O edifício foi utilizado como escola, e não havia fundos financeiros disponíveis. Desanimado pelo fracasso do projecto e pelo facto de o governo da Alemanha Ocidental não ter conseguido perseguir e condenar os criminosos de guerra nazis, Wulf suicidou-se em 1974.

## Casa da Conferência de Wannsee
Em 20 de Janeiro de 1992, no 50.º aniversário da conferência, o local foi finalmente aberto como um memorial do Holocausto e museu conhecido comoe Haus der Wannsee-Konferenz (Casa da Conferência de Wannsee). O museu também inclui exibições permanentes de textos e fotografias que documentam os eventos do Holocausto e do seu planeamento. A Joseph Wulf Bibliothek/Mediothek, no segundo andar, acolhe uma grande coleccção de livros da época nazi, e outros materiais como microfilmes e documentos origens do regime.